# 베니 페일하버
베니 페일하버(Benny Feilhaber, 1985년 1월 19일 ~ )는 브라질 태생 미국의 전 축구 선수이자 현 축구 지도자로 현역 시절 포지션은 미드필더였다.